# Карамышевский сельский округ
Кара́мышевский се́льский окру́г (каз. Карамышев ауылдық округі) — административная единица в составе Буландынского района Акмолинской области Республики Казахстан.
Административный центр — аул Шубарагаш.

## География
Административно-территориальное образование расположено в западной части района, граничит:
- на востоке с Ергольским сельским округом,
- на юго-востоке с Капитоновским сельским округом,
- на юге с Амангельдинским сельским округом,
- на западе с Сандыктауским районом,
- на севере с Бурабайским районом.

Сельский округ расположен на северных окраинах казахского мелкосопочника. Рельеф местности представляет собой в основном сплошную равнину с малыми возвышенностями и малыми лесными зонами.
Гидрографическая сеть представлена рекой Аршалы, которая течет с севера на юг.
Климат холодно-умеренный, с хорошей влажностью. Среднегодовая температура воздуха отрицательная и составляет около −3,0 °C. Среднемесячная температура воздуха в июле достигает +19,2 °C, в январе она составляет около −15,3 °C. Среднегодовое количество осадков составляет 440 мм. Основная часть осадков выпадает в период с мая по август.
На территории сельского округа находится проселочная дорога, которая соединяет все населённые пункты округа.

## История
В 1989 году на территории нынешнего сельского округа существовали следующие административно-территориальные образования:
- Карамышевский сельсовет (сёла Карамышевка, Мат);
- Отрадный сельсовет (сёла Отрадное, Розы Люксембург, Суворовка).

В периоде 1991—1998 годов Отрадный сельсовет вошёл в состав Карамышевского; Карамышевский сельсовет был преобразован в сельский округ.
В 2007 году село Карамышевка было переименовано и преобразовано в аул Шубарагаш.
В 2009 году село имени Розы Люксембург было упразднено, поселение вошло в состав села Отрадное.

## Население
| Численность населения | Численность населения | Численность населения | Численность населения | Численность населения |
| 1989                  | 1999                  | 2009                  | 2020                  | 2021                  |
| --------------------- | --------------------- | --------------------- | --------------------- | --------------------- |
| 1777                  | ↗2683                 | ↘1662                 | ↘796                  | ↘752                  |

## Состав
| № | Населённый пункт      | Тип населённого пункта       | Население, 1989 | Население, 1999 | Население, 2009 | Население, 2020 | Население, 2021 |
| - | --------------------- | ---------------------------- | --------------- | --------------- | --------------- | --------------- | --------------- |
| 1 | имени Розы Люксембург | село, упразднено             | 561             | 259             | 8               | -               | -               |
| 2 | Мат                   | село                         | 311             | 189             | 134             | 61              | 55              |
| 3 | Отрадное              | село                         | 1 223           | 847             | 680             | 320             | 305             |
| 4 | Суворовка             | село                         | 378             | 368             | 134             | 35              | 39              |
| 5 | Шубарагаш             | село, административный центр | 1 466           | 1 020           | 706             | 380             | 353             |

## Экономика
На территории округа функционируют:
- 4 ТОО;
- 2 простых товариществ;
- 12 крестьянских хозяйств.

В базе данных электронного похозяйственного учета на 01.01.2021 год в личном подсобном хозяйстве имеется:
- КРС — 958 голов,
- МРС — 1480 голов,
- лошади — 625 голов,
- свиньи — 155 голов,
- птицы — 2 812 голов.

В округе население обслуживают 2 магазина в ауле Шубарагаш, и 1 магазин в селе Отрадное, в которых имеются продовольственные и промышленные товары необходимые для населения. Подвоз хлеба и хлебобулочных изделий обеспечивает три раза в неделю ИП «Шарипова» из города Макинск и два раза в неделю ТОО «Партизанское-1».

## Инфраструктура
На территории округа имеются 2 средние школы: в ауле Шубарагаш и в селе Отрадное. Осуществляется подвоз учащихся с села Мат в аул Шубарагаш, с села Суворовка в Отрадненскую среднюю школу. Имеются 2 мини-центра: мини-центр «Балдырган» на 15 мест в селе Отрадное и мини-центр «Бал-бобек» на 15 мест в ауле Шубарагаш, 22 детей посещают мини-центр. Общее количество школьников составляет ― 129 учеников, «0» класс ― 12 детей, численность педагогического коллектива составляет — 49 человек.
В округе функционирует 1 врачебная амбулатория в селе Отрадное, 1 медицинский пункт в селе Шубарагаш и 1 медицинский пункт в селе Мат, медицинский персонал по Карамышевскому округу составляет 1 врач и 8 медицинских работников среднего звена. Имеется автомашина скорой помощи.
На территории округа функционирует 2 АТС в селе Шубарагаш и в селе Отрадное. В настоящее время телефонизировано 193 абонентов. К зоне MEGA LINE подключено 129 абонентов, установлены 92 антенны «Отау ТВ».
По округу имеются 2 почтовых отделения в ауле Шубарагаш и селе Отрадное. В почтовом отделении села Отрадное имеется оператор почтовой связи и почтальон. В ауле Шубарагаш в связи с оптимизацией работает передвижная станция почтовой связи. Ведется подписка на газеты и журналы.
На территории сельского округа функционируют 2 сельские библиотеки, с общим книжным фондом 12 728 экземпляров, из них на казахском языке 3 805 экземпляров.
Водоснабжение в округе централизовано, в 149 домах водопровод заведен в дом. Во всех населенных пунктах проводится весенняя и осенняя дезинфекция водопроводов, ежеквартально проводится лабораторный анализ воды на биохимический и бактериологический состав. Поставка газовых баллонов потребителям производится ТОО «Облгазкокшетау», ТОО «Жегергаз». Электроснабжение обеспечивает АО «АРЭК – энергосбыт». По программе «Развитие регионов» в 2014-2016 гг. были установлены 34 фонаря уличного освещения.

## Местное самоуправление
Аппарат акима Карамышевского сельского округа — аул Шубарагаш, улица Достык, дом №42.
- Аким сельского округа — Даниева Сауле Дауренбековна[1].